# レボリューション・レディオ
レボリューション・レディオ (Revolution Radio) は、アメリカ合衆国のパンクバンド、グリーン・デイ (Green Day) の12作目のスタジオ・アルバムである。
全13曲所収。（アメリカ本国では12曲）

## 概要
セルフプロデュース作品であり、2009年の『21世紀のブレイクダウン（ 21st Century Breakdown）』以来、長年のプロデューサーであるロブ・カヴァッロがプロデュースしていない。また、同アルバム以来、トリオとしてレコーディングされた初めてのアルバムでもある。前作である３部作のアルバム、『ウノ！』『ドス！』『トレ！』（¡Uno!、 ¡Dos!、 ¡Tré!）では、ツアーギタリストのジェイソン・ホワイトが一時的にバンドのスタジオに参加していた。また、ペアレンタル・アドバイザリーが付いていないアルバムは2000年の『ウォーニング』（Warning）以来初めてであるが、「ヤングブラッド」（Youngblood）には卑猥な言葉が含まれている。
アルバムからは「Bang Bang」、「Still Breathing」、「Revolution Radio」の3曲がシングルリリースされた。音楽評論家からは概ね好評を博し、複数の年末リストにも登場し、アメリカでは初週で95,000枚を売り上げ、ビルボード200で初登場1位を獲得した。また、イギリス、アイルランド、イタリア、カナダ、ニュージーランドでも初登場1位を獲得した。

## 収録曲
作詞・作曲はビリー・ジョー・アームストロング。特記は除く。
|          | タイトル | タイトル | 時間                      |
| 1.       | サムウェア・ナウ"Somewhere Now"                                                                                        | | 4:08                      |
| 2.       | バン・バン"Bang Bang"                                                                                                  | | 3:25                      |
| 3.       | レボリューション・レディオ"Revolution Radio"                                                                           | | 3:00                      |
| 4.       | セイ・グッバイ"Say Goodbye"                                                                                            | | 3:39                      |
| 5.       | アウトローズ"Outlaws"                                                                                                  | グリーン・デイ ジョン・フラテリ | 5:02                      |
| 6.       | バウンシング・オフ・ザ・ウォール"Bouncing off the Wall"                                                                | | 2:40                      |
| 7.       | スティル・ブリージング"Still Breathing"                                                                                | - グリーン・デイ - リチャード・パークハウス - アダム・スラック - ルーク・スピラー - ジョージ・ティザード - ジョシュア・ウィルキンソン | 3:44                      |
| 8.       | ヤングブラッド"Youngblood"                                                                                             | | 2:32                      |
| 9.       | トゥー・ダム・トゥ・ダイ"Too Dumb to Die"                                                                              | | 3:23                      |
| 10.      | トラブルド・タイムズ"Troubled Times"                                                                                   | | 3:04                      |
| 11.      | フォーエヴァー・ナウ"Forever Now" - I. "I'm Freaking Out" - II. "A Better Way to Die" - III. "Somewhere Now (Reprise)" | | 6:52 - 1:57 - 1:47 - 3:08 |
| 12.      | オーディナリー・ワールド"Ordinary World"                                                                               | Billie Joe Armstrong | 3:00                      |
| トータル | トータル | トータル | 44:29                     |

以下の曲は日本版のみに収録
| No.      | タイトル                                                                  | 時間  |
| -------- | ------------------------------------------------------------------------- | ----- |
| 13.      | / レターボム（ライヴ）（* Bonus Track）"Letterbomb" （Live）(Bonus Track) | 4:34  |
| トータル | トータル                                                                  | 49:03 |